# دوکتوون (تنسی)
دوکتوون(به انگلیسی: Ducktown) شهری در ایالت تنسی کشور ایالات متحده آمریکا است که جمعیت آن در سرشماری سال ۲۰۱۰ میلادی، ۴۷۵ نفر بوده‌است.